# Гран-при Швейцарии (велогонка)
Гран-при Швейцарии (фр. Grand Prix de Suisse) — шоссейная однодневная велогонка в формате индивидуального раздельного старта, с 1949 по 1955 год ежегодно проводившаяся в швейцарском городе Цюрих. Организатором гонки выступал Велосипедный клуб Цюриха (Radfahrer-Verein Zürich), а спонсором − газета Sports. 

## Призёры
| Год  | Победитель       | Второй           | Третий          |
| ---- | ---------------- | ---------------- | --------------- |
| 1948 | Фердинанд Кюблер | Адольфо Леони    | Рене Бертон     |
| 1949 | Фердинанд Кюблер | Шарль Кост       | Хуго Коблет     |
| 1950 | Хуго Коблет      | Пьер Барботин    | Жан Брун        |
| 1951 | Хуго Коблет      | Фердинанд Кюблер | Вим ван Эст     |
| 1952 | Карло Клеричи    | Роже Декок       | Жан Брун        |
| 1953 | Паскуале Форнара | Жан Брун         | Людвиг Хёрманн  |
| 1954 | Хуго Коблет      | Фердинанд Кюблер | Исаак Витр      |
| 1955 | Рольф Граф       | Альбер Буве      | Гастоне Ненчини |